# Petaquilla
Petaquilla ist eine Erhebung in den Distrikten Donoso und Omar Torrijos Herrera der Provinz Colón von Panama. Diese Gegend grenzt an das Karibische Meer.
Schon zu Zeiten der spanischen Kolonisation im 17. Jahrhundert wurde hier Bergbau betrieben. Insbesondere führten Goldfunde zur Kontrolle des Bergbaus in dieser Gegend durch die Spanische Krone. Es entstand ein Umschlags- und Verarbeitungsort mit einfachen Schmelzöfen für Gold aus weiter entfernten Fundstätten.
Durch bessere Abbaumethoden werden heute auch Lagerstätten mit geringem Erzgehalt wirtschaftlich nutzbar. Anfang der 1990er-Jahre führten kanadische Firmen geologische Untersuchungen der Gegend um den Cerro Petaquilla durch, welche vielversprechende Gesteinsschichten mit Kupfer- und Goldeinschlüssen lokalisierten. Wegen des niedrigen Goldpreises verzögerte sich die kommerzielle Ausbeutung um mehr als ein Jahrzehnt. Erst 2009 erhielt die Firma Petaquilla Gold S. A. die Bergbaubewilligung der panamesischen Regierung für das Molejon-Projekt beim Cerro Petaquilla. So entstand das erste moderne Goldbergwerk Panamas. Schon 2013 stellte dieses Bergwerk den Betrieb ein. In der Nachbarschaft wurden weitere Konzessionen an die kanadische Firma Inmet Mining vergeben, welche 2013 von First Quantum Minerals übernommen wurde und das Kupferbergwerk Cobre Panama fertiggestellt hat. Dabei handelt es sich um die größte je getätigte private Investition in Panama.